# Estnisch-osttimoresische Beziehungen
Die Estnisch-osttimoresische Beziehungen beschreiben das zwischenstaatliche Verhältnis von Estland und Osttimor.

## Diplomatie
Die beiden Staaten nahmen am 21. Dezember 2005 diplomatische Beziehungen auf. 2024 trafen sich die Präsidenten Alar Karis und Xanana Gusmão zu bilateralen Gesprächen am Rande der 79. Generalversammlung der Vereinten Nationen.
Osttimor unterhält keine diplomatische Vertretung in Estland. Zuständig ist der osttimoresische Botschafter in Brüssel.
Estland verfügt über keine diplomatische Vertretung in Osttimor. In Dili gibt es eine Vertretung der Europäischen Union. Die nächste estnische Botschaft befindet sich im australischen Canberra.

## Wirtschaft
Für 2018 gibt das Statistische Amt Osttimors keine Handelsbeziehungen zwischen Osttimor und Estland an.

## Einreisebestimmungen
Staatsbürger Osttimors sind von der Visapflicht für die Schengenstaaten befreit. Auch estnische Staatsbürger genießen Visafreiheit in Osttimor.

## Sonstiges
Der osttimoresische Skirennläufer Yohan Goutt Goncalves ist über seine estnische Großmutter mit dem estnischen Dichter Juhan Liiv verwandt.